# 6147 Straub
A 6147 Straub (ideiglenes jelöléssel 1081 T-3) a Naprendszer kisbolygóövében található aszteroida. Cornelis Johannes van Houten,  Ingrid van Houten-Groeneveld és Tom Gehrels fedezte fel 1977. október 17-én.